# Erich Gülzow
Erich Gülzow (* 29. März 1888 in Loitz; † 16. August 1954 in Barth) war ein deutscher Lehrer und Lokalhistoriker. Er verfasste Schriften zur Geschichte Vorpommerns und Rügens. Durch seine Veröffentlichungen zu Ernst Moritz Arndt wurde er über die Grenzen Pommerns hinaus bekannt. 

## Leben
Erich Gülzow wurde 1888 als Sohn des Loitzer Lehrers und Chronisten Christian Gülzow (1856–1934) und dessen Frau Marie geboren. Nach dem Besuch des Gymnasiums in Stralsund studierte er an den Universitäten Freiburg, Grenoble und Greifswald Germanistik, Romanistik und Theologie. 1913 wurde er für seine Dissertation über Heinrich von dem Türlin promoviert. Nach dem Ablegen der Prüfung für das höhere Lehramt 1914 zog er nach Barth. An der dortigen Realschule war er ab 1919 als Studienrat tätig.
In dieser Zeit wandte er sich der Heimatgeschichte Vorpommerns zu und begann als Autor und als Herausgeber zahlreiche Schriften und Aufsätze zu publizieren. Er initiierte die Schriftenreihe „Barther Heimatbücherei“ und 1922 gab er die von ihm überarbeitete 800-seitige „Chronik der Stadt Barth“ des verstorbenen Wilhelm Bülow heraus. Von 1935 bis 1939 gab er die Schriftreihe „Grimmener Heimatbücherei“ heraus. Auf seine Anregung hin veröffentlichte die Historische Kommission für Pommern die „Pommerschen Lebensbilder“ in drei Bänden.
In den 1930er Jahren legte er den Schwerpunkt seiner Geschichtsforschung auf Ernst Moritz Arndt, zu dessen Nachlass er seit den 1920er Jahren eine Sammlung angelegt hatte. Er wirkte an einer historisch-kritischen Gesamtausgabe des Werkes von Arndt mit, die von der Deutschen Forschungsgemeinschaft und den Universitäten Greifswald und Bonn gefördert wurde. 1941 ließ er sich vorzeitig in den Ruhestand versetzen, um sich dieser Aufgabe besser widmen zu können. Nach der Einberufung des Projektleiters Paul Hermann Ruth, der im Zweiten Weltkrieg verschollen blieb, übernahm Gülzow die Gesamtleitung. Bei der Erforschung von Leben und Werk Arndts leistete er wertvolle Detailarbeit, stellte sich aber auch in den Dienst des Nationalsozialismus.
Nach Kriegsende waren zahlreiche Materialien der Forschung zu Ernst Moritz Arndt verloren oder vernichtet. Im Oktober 1948 unternahm er einen Versuch, die Arndt-Gesellschaft neu zu gründen, blieb letztendlich aber erfolglos.

## Schriften (Auswahl)
- Zur Stilkunde der Krone Heinrichs von dem Türlin. Hermann Haessel, Leipzig 1914
- Barth vor 125 Jahren. Barth 1920
- Ernst Moritz Arndt in Schweden. Bamberg, Greifswald 1920
- Vom Barther Schulwesen in früheren Tagen. Barth 1921
- Ernst Moritz Arndt und Stralsund. Stralsund 1922
- Menschen und Bilder aus Pommerns Vergangenheit. Stralsund 1928
- Loitzer. Waberg, Grimmen 1939